# 아리안나 에리고
아리안나 에리고(이탈리아어: Arianna Errigo, 1988년 6월 6일~)는 이탈리아의 펜싱 선수로 주 종목은 플뢰레이다. 2012년 하계 올림픽에서 여자 플뢰레 단체전 금메달, 개인전 은메달을 획득했으며 2020년 하계 올림픽에서 단체전 동메달을 획득했다.

## 경력
롬바르디아주 몬차 출신으로 브리안차에서 성장했다. 어런 시절부터 펜싱 유망주로 인정받았으며 2004년 4월에 불가리아 플로브디프에서 열린 2004년 세계 유스 선수권 대회에서 우승을 차지했다. 2006년에는 처음으로 이탈리아 성인 국가대표에 발탁되었고 그 해 11월에는 폴란드 포즈난에서 열린 2006년 유럽 주니어 선수권 대회에서 개인전에서 금메달을, 단체전에서 은메달을 획득했다. 2009년에 플로브디프에서 열린 2009년 유럽 선수권 대회 단체전에서 금메달을 획득했고, 튀르키예 안탈리아에서 열린 2009년 세계 선수권 대회에서 단체전 금메달과 개인전 동메달을 획득했다.
2012년 7월 런던에서 열린 2012년 하계 올림픽에 참가하면서 처음으로 올림픽에 출전했다. 여자 플뢰레 개인전의 준결승전에서 대표팀 동료이자 올림픽 여자 플뢰레 3연속 우승자인 발렌티나 베찰리를 준결승전에서 15-12로 격파하며 베찰리의 개인전 4연패를 막았다. 그러나 결승전에서 엘리사 디 프란치스카에게 패하며 개인전을 은메달로 마무리하였다.